# Nagy Emil
Vámosi Nagy Emil Ede Mór (Kaposvár, 1871. november 16. – Budapest, 1956. augusztus 20.) politikus, ügyvéd, tárcaíró, igazságügy-miniszter.

## Családja és származása
Édesapja vámosi Nagy Sándor vármegyei alügyész, bíró, édesanyja szakácsi Csorba Hermina (1848–1926) volt. Az anyai nagyszülei szakácsi Csorba Ede (1819–1898), szegedi ügyvéd, és Blauhorn Matild voltak.
1899. február 3-án feleségül vette Balatonkenesén, a nemesi származású kenesei Kenessey Adél (Balatonkenese, 1879. november 24.–Budapest, 1910. július 11.) kisasszonyt, akinek a szülei kenesei Kenessey Pongrác (1838–1924), földbirtokos, és Nagy Adél voltak. Nagy Emil és Kenessey Adél 12 éves házasságából született: Nagy Adél, Nagy Erzsébet, Nagy Éva, Nagy Ádám és Nagy Margit. Első felesége halála után Nagy Emil 1918. november 21-én Budapesten, elvette a református felekezetű dr. Göllner Mária Franciska Erzsébet (Budapest, 1894. november 13.–Bázel, 1982. január 19.) magyar művelődéstörténészt, akinek a szülei dr. Göllner Aladár (1865–1927), orvos, a koronás arany érdemkereszt tulajdonosa, tartalákos ezredorvos, valamint petneházi és vetési Szabó Mária (1872–1935) voltak.

### Magánélete és leszármazottjai
Nagy Emilnek összesen tíz gyermeke született három házasságából. Első felesége Kenessey Adél volt, aki 1910-ben, alig harmincévesen hunyt el gyermekágyi lázban; vele öt közös gyermeke volt: Adél (Hárs Györgyné), Erzsébet (Khoór Ödönné), Éva (Emődy Józsefné), Ádám és Margit. Második felesége Emődy Ilona lett, ő szintén korán, 1917-ben halt meg; Emil és Kató édesanyja volt. 1918-ban nősült harmadjára, ekkor Göllner Máriát vette el. István, Sándor és Kristóf (írói neve: N. Christoph de Nagy) lettek e frigy gyümölcsei.
Fiai közül Ádám 1935-ben öngyilkos lett, míg Emil 1943-ban autóbalesetben vesztette életét. István Vámosi Nagy István, míg Kristóf N. Christoph de Nagy néven futott be írói karriert.
Göllner Mária és két kisebb fia, Sándor és Kristóf 1946-ban, illetve 1948-ban Svájcba emigráltak, ahová Nagy Emil nem követhette őket, nem kapott útlevelet.
1951-ben, 80 éves korában kitelepítették, ahonnan csak 1953-ban térhetett haza.
Unokája Hárs József (1925-2016) soproni helytörténész volt.

## Tanulmányai
Kaposvárott elemibe, majd 1882-től a Budapesti Királyi Katolikus Főgimnáziumba járt. 1890-ben, érettségi után egy évre Németországba ment tanulmányútra. Budapesten jogot végzett. 1898-ban tette le az ügyvédi vizsgát.

## Jogászi pályája
1895-ben egy évig Párizsban volt gyakornok. 1898-tól 1946-ig kisebb megszakításokkal ügyvédi gyakorlatot folytatott Budapesten. Kezdetben büntetőjogi praxist folytatott, három évig volt a neves kriminalista ügyvéd, Friedmann Bernát irodájának a vezetője. Miután (el)ismertségre tett szert, áttért a magánjogi praxisra, így mások mellett például 1907-től 1923-ig az Esterházy–hitbizomány jogtanácsosa volt.
1926-tól az International Law Association tagja.

## Közéleti pályafutása
Az 1905-ös választásokon indult először a Függetlenségi és Negyvennyolcas Párt színeiben Szolnokon, melyet meg is nyert. Ebben az évben az Interparlamentáris Uniónak is tagja lett. Az 1906-os és az 1910-es választásokon is diadalmaskodott. Mérsékelt politikai nézeteivel közel került Tisza Istvánhoz, de a Tisza-féle Nemzeti Munkapárthoz csatlakozni nem akart, s miután az 1910-ben megnyerte a választásokat, az előre látható konfrontáció és parlamenti obstrukció elől 1911-ben lemondott mandátumáról és visszatért ügyvédi hivatásához; újra Esterházy Miklós herceg ügyvédje és bizalmi embere lett.
Az első világháború utáni második, 1922-es választásokon tért csak vissza a politikába; ekkor a választásokon győztes Egységes Párt képviselőjelöltjeként nyert mandátumot Jászladányban. Ott 1923. június 11-étől 1924. február 21-éig igazságügy-miniszter volt a Bethlen-kormányban. Közte és Bethlen között hamar komoly nézeteltérések támadtak mind gazdasági, mind szociális és egyéb ügyekben, ami miatt lemondása után a kormánypártból is kilépett és ellenzéki (Bethlent ellenző) szerepbe helyezkedett. Mikor ellenzékiségét kilátástalannak ítélte meg, Angliába távozott hosszabb tanulmányútra.
Az 1926-os választásokon (ami előtt ismét belépett az Egységes Pártba) újra megválasztották Jászladányban, ezúttal már pártonkívüliként. Nagy Emil a revizionizmus egyik magyarországi szónoka volt. 1927-ben újra Angliába utazott, ahol a Londoni Egyetemen és az Angol Királyi Külügyi Társaságban is előadásokat tartott a trianoni békeszerződés felülvizsgálatának szükségességéről, aminek kapcsán barátságot kötött Lord Rothermere-rel, aki ekkoriban karolta fel a magyar ügyet. Emiatt újfent élesen szembekerült Bethlen Istvánnal, aki a témát nem tartotta időszerűnek feszegetni, majd később, más kérdések kapcsán véglegesen elmérgesedett köztük a viszony. Ennek ellenére 1930-ban a búza katasztrofális áresése után beszüntette támadásait Bethlen ellen.
1931-ben a frissen alakult 33-as bizottság egyik ellenzéki tagja lett, melyben egy ideig jelentős tevékenységet fejtett ki, majd a kormánypárt programtalanságát látva végül lemondott e tisztségéről.
Az 1931-es választásokon megint a Jászladányi kerületben nyert mandátumot, újra pártonkívüliként. 1935-ig volt képviselő.
Egy időben a Keresztény Szociális Szövetség és a Magyar Külügyi Társaság alelnöke, a Magyarországi Testedző Egyesületek Szövetsége, illetve 1937-től a Magyar–Finn Társaság elnöke is volt.

## Írói tevékenysége

### Publicisztika
1904 és 1944 között a Budapesti Hírlap és a Pesti Hírlap hasábjain rendszeresen megjelentek cikkei, gyakran vezércikket is írt. További publicisztikák: Bizalom (1929-1944), Danubian Review (1934-1944), Tiszavidéki Újság. 

### Könyv
- Emile de Nagy–Maximilien Fenyő (Nagy Emil–Fenyő Miksa): Le Traité de Trianon et ses conséquences (Athenaeum, Budapest, 1927)
- Az út az orvoslás felé In: Igazságot Magyarországnak! (Magyar Külügyi Társaság, Budapest, 1928; Babits, Szekszárd, 2003)
- Jogos-e az a követelésem, hogy Bethlen István gróf nekem teljes elégtételt adjon az írói becsületem ellen elkövetett súlyos sértésért? (Budapest, é.n. [1928], magánkiadás)
- A Duna–Tisza-csatorna világszemszögből (In: Bizalom 1931/11. sz.; Országépítő 2001/2. sz.)
- Nagy Emil londoni levelei (Singer és Wolfner, Budapest, 1936)
- A magyar–finn kultúregyezmény megkötésének ünnepére (In: Északi Rokonaink, 1. 1939, június 7-8. o.)
- Finn–magyar párhuzamok (In: Északi Rokonaink, 2. 1940, március 65-67. o.)
- Egy politikus élete. Budapest, 2011
- A Kossuth-párttól a kitelepítésig (Egy Horthy-miniszter emlékiratai). Szerk: Juhász József. Kárpátia Stúdió, Köröstárkány–Balatonfőkajár, 2022